# Ngự chế Việt sử tổng vịnh tập
Ngự chế Việt sử tổng vịnh tập (chữ Hán: 御製越史總詠集) là một hợp tuyển quốc sử diễn ca của hoàng đế Nguyễn Dực Tông, được khắc in lần đầu vào năm 1874.

## Thuật lược
Ngự chế Việt sử tổng vịnh tập được khắc in ngày 5 tháng 6 niên hiệu Tự Đức thứ 27 (1874), theo lời tấu xin của nội các đại thần triều Nguyễn. Gồm 212 bài ngự chế thất tuyệt vịnh nhân vật lịch sử Việt Nam các đời, trước mỗi bài đều có phần tiểu truyện để lược dẫn tích được nhắc đến, sau mỗi bài thảng hoặc có một đôi lời bình của các quan đại thần. Sách in xong, có dụ của hoàng đế ban cho mỗi tỉnh một cuốn để giáo dân.

## Nội dung
- Thượng:

1. Ngự chế Việt sử tổng vịnh tự (御製越史總詠集序). Tuy Lý vương phụng duyệt. Mồng 5 tháng 6 niên hiệu Tự Đức thứ 27.
2. Bài biểu của chư vị nội các đại thần xin ấn hành Ngự chế Việt sử tổng vịnh tập. Nguyễn Thuật, Lê Đại, Lê Quý Đồng, Tôn Thất Trạc ký. Rằm tháng Giêng niên hiệu Tự Đức thứ 30.
3. Phàm lệ (凡例). Trần Văn Chuẩn, Bùi Văn Dị, Lê Tấn Thông, Nguyễn Thuật phụng kiểm soạn.
4. Tước phẩm và họ tên các vị triều thần đã lần lượt vâng chỉ kiểm duyệt (14), kiểm hiệu (8) và bổ chú (13).
5. Ngự chế Việt sử tổng vịnh tổng mục (御製越史總詠集總目).

- Trung:

| Thứ tự | Mục                        | Bài |
| ------ | -------------------------- | --- |
| 1      | Đế vương (帝王)            | 50  |
| 2      | Hậu phi (后妃)             | 50  |
| 3      | Tôn thần (尊臣)            | 9   |
| 4      | Hiền thần (賢臣)           | 19  |
| 5      | Trung nghĩa (忠義)         | 35  |
| 6      | Văn thần (文臣)            | 18  |
| 7      | Võ tướng (武將)            | 26  |
| 8      | Liệt nữ (烈女)             | 5   |
| 9      | Tiếm ngụy (僭偽)           | 4   |
| 10     | Gian thần (奸臣)           | 10  |
| 11     | Giai sự bổ vịnh (佳事補詠) | 30  |

- Hạ: Tổng bình (總評).

| “                                                                            | Khí cách thanh cao hồn hậu, từ điệu uyển chuyển khoái hoạt, hoặc vắn hoặc dài, hoặc cao hoặc thấp, không tiết nào chẳng thích nghi. | ” |
| — Thần Phạm Phú Thứ, Phan Đình Đình, Nguyễn Hữu Lập, Trần Văn Hệ phụng duyệt | |   |

## Thực trạng
Hiện còn lưu lại được một bộ ván khắc in Ngự chế Việt sử tổng vịnh tập, ngoài ra có hai văn bản - một ấn hành năm 1877 trữ tại Thư viện Quốc gia Pháp (bìa gỗ) và một ấn hành năm 1898 trữ tại Bảo tàng Cổ vật Cung đình Huế (bìa giấy), đều khá nguyên vẹn. Thư viện Quốc gia Việt Nam đã tiến hành số hóa vào ngày 11 tháng 5 năm 2009.